# Trois Femmes dans un vaisseau
Ne doit pas être confondu avec Trois Hommes dans un bateau.
Trois Femmes dans un vaisseau (Mudd’s Women) est le sixième épisode de la première saison de la série télévisée Star Trek. Troisième épisode à avoir été produit, il fut diffusé pour la première fois le 13 octobre 1966 sur la chaîne américaine NBC
L'Entreprise prend à son bord un entrepreneur malhonnête nommé Harry Mudd et accompagné par trois jolies femmes qui subjuguent totalement les hommes de l'équipage.

## Distribution

### Acteurs principaux
- William Shatner : James T. Kirk (VF : Yvon Thiboutot)
- Leonard Nimoy : Spock (VF : Régis Dubost)
- DeForest Kelley : Leonard McCoy (VF : Michel Georges)
- George Takei : Hikaru Sulu (VF : Daniel Roussel)
- Nichelle Nichols : Nyota Uhura (VF : Arlette Sanders)
- James Doohan : Montgomery Scott (VF : Julien Bessette)

### Acteurs secondaires
- Roger C. Carmel : Leo Walsh / Harry Mudd
- Karen Steele : Eve McHuron (VF : Yolande Roy)
- Susan Denberg : Magda Kovacs
- Maggie Thrett : Ruth Bonaventure
- Gene Dynarski : Ben Childress (VF : Jean Brousseau)
- John Kowal : Herm Gossett
- Seamon Glass : Benton
- Jim Goodwin : Farrell (VF : Aubert Pallascio)
- Jerry Foxworth : un garde

## Résumé
L'USS Enterprise s’est lancé à la poursuite d’un vaisseau non enregistré, un petit vaisseau cargo de Classe J. Tentant de s’échapper, ce dernier entre dans une ceinture d’astéroïdes. Mais en poussant trop ses moteurs, le petit vaisseau se met en danger. L’Enterprise est obligé d’étendre ses boucliers, perdant ainsi trois de ses précieux circuits de cristaux de dilithium. Scotty réussit à téléporter le pilote du vaisseau et trois femmes particulièrement jolies avant qu’un astéroïde ne détruise le vaisseau.
Pendant ce temps, l’énergie de l’Enterprise ne tient plus que par un seul circuit de dilithium et celui-ci commence à se fracturer. Un ravitaillement est devenu une nécessité. Le vaisseau met le cap sur la source de dilithium la plus proche : la colonie minière de Rigel XII.
James T. Kirk apprend alors que les femmes sont plus une marchandise qu’un équipage. Elles sont destinées à devenir des épouses pour des colons sur Ophiuchus III ; elles sont volontaires pour cela. Au cours d'un interrogatoire la vraie identité du pilote est aussi révélée, il s’agit en réalité d’Harry Fenton Mudd, un escroc notoire. Kirk l'accuse de pilotage illégal de vaisseau. À la fin de l’interrogatoire, le dernier cristal de dilithium lâche. Harry Mudd compte bien profiter de cette situation de crise à son avantage.
Usant de leurs charmes, les femmes de Mudd en apprennent plus sur les mineurs de Rigel XII. Avec un communicateur volé, Harry parvient à les contacter avant Kirk et passe un marché avec eux. Quand les mineurs montent à bord, Kirk leur offre un prix équitable pour leurs cristaux, mais ceux-ci demandent à voir les femmes de Mudd, et peut-être traiter avec lui. Ils demandent en plus à ce que les charges à l'encontre d'Harry Mudd soient abandonnées.
Les choses vont au mieux entre Harry et les mineurs, mais Kirk a désespérément besoin des cristaux, l’Enterprise menace de tomber sur Rigel XII. C’est alors que les mineurs se rendent compte que Mudd leur a vendu une « marchandise » frelatée. La beauté et l’allure des femmes sont en fait dopées par de la drogue vénusienne. Le chef des mineurs, Ben Childress, est furieux quand il découvre la vérité sur sa femme potentielle, Eve, et la drogue vénusienne.
Mais finalement, il finit par apprécier cette femme à sa juste valeur. Il remet les cristaux à Kirk qui en profite pour mettre Mudd aux arrêts.

## Autour de l'épisode
- Cet épisode marque la première apparition de l'escroc Harry Fenton Mudd dans la série. Il réapparaîtra dans l'épisode Mudd (huitième épisode de la deuxième saison), dans un épisode de la série animée La Passion de M. Mudd et dans les épisodes 5 et 7 de la saison 1 de Star Trek: Discovery où Harcourt Fenton "Harry" Mudd est joué par Rainn Wilson. Il est  également le protagoniste principal de l'épisode 4 de la première saison de la websérie Star Trek: Short Treks en 2019.
- Spock est qualifié par Mudd de « vulcanien », le terme « vulcain » n'ayant pas encore été fixé. De même les membres du vaisseau parlent de « lithium » au lieu de « dilithium » Il est suggéré que le cœur des vulcains n'est pas placé au même endroit que ceux des humains.
- Le personnage de Janice Rand n'apparaît pas durant cet épisode.
- Avec Fausses Manœuvres c'est le seul épisode où le personnage d'Uhura apparaît en combinaison jaune.

## Production

### Écriture
L'idée de départ de l'épisode fait partie des potentiels scénarios pour la série que le producteur Gene Roddenberry avait proposé au début de l'année 1964 lors du lancement du projet. Se trouvait une histoire intitulée The Women ("les femmes") dont le synopsis était celui-ci : "S'inspirant d'une histoire du far-west, un quiproquo se créé concernant un convoi de femme promises pour une colonie lointaine." En 1964, lorsque le projet Star Trek est lancé, l'équipe travaille alors sur trois possibles pilotes : celui-ci, The Cage et un épisode nommé The Perfect World dont le scénario deviendra le futur épisode Le Retour des Archons. Dans la première version de l'histoire, datée du 23 juillet 1964, les femmes sont cinq au lieu d'être trois.
En 1965, les décideurs de la NBC ayant rejeté le premier pilote, The Cage, plusieurs scripts sont alors produits en remplacement. Gene Roddenberry s'occupa de celui de ce qui deviendra Nous, le peuple, Samuel A. Peeples de celui de Où l'homme dépasse l'homme et le scénariste Stephen Kandel décide alors de remanier celui de Trois Femmes dans un vaisseau. Finalement, l'épisode ne fut pas retenu pour devenir le pilote, la NBC estimant qu'il serait une mauvaise idée de commencer sa série avec une histoire qui évoquait la prostitution. Son script fut développé lorsque la NBC donna enfin le feu vert pour la production de la première saison de Star Trek.
La première version du script est datée du 23 mai 1966 et sa version finalisée le sera le 26 mai sous le titre de Mudd’s Women ("Les femmes de Mudd"). Selon Stephen Kandel, Gene Roddenberry est venu avec l'idée d'une drogue qui améliorerait la beauté et tandis qu'il a créé le personnage d'Harry Mudd. Trois Femmes dans un vaisseau est aussi le premier épisode, dans l'ordre de production, où l'on fait pour la première fois allusion au métissage de Spock.

### Casting
- Eugene Dynarski, qui joue le rôle de Ben Childress, interprète également les rôles de Krodak dans l'épisode Le Signe de Gédéon et du commander Quintero dans un épisode de la série spin-off Star Trek : La Nouvelle Génération.

### Tournage
Le tournage eut lieu du 2 au 13 juin 1966 au studio de Desilu Productions sur Gower Street à Hollywood sous la direction de Harvey Hart. L'épisode prit une journée de retard par rapport au planning prévu, car Harvey Hart était assez minutieux sur le placement des caméras. Celui-ci ne fut jamais rappelé sur un autre épisode. L'épisode eut un soin particulier sur son éclairage et ses couleurs, NBC souhaitant que Star Trek devienne un produit d'appel pour vanter ses programmes en couleurs.
La cabine des trois jeunes femmes est basée sur le décor de la cabine du capitaine Kirk, remodelée pour l'occasion. Alors que Karen Steele et Maggie Thrett utilisèrent un maquillage afin de les faire apparaître plus laides, Susan Denberg refusa de se le faire appliquer et eut juste le droit à des cheveux décoiffés.
À l'origine l'épisode incluait un passage où Harry Mudd tente de persuader Uhura d'utiliser sa drogue. Le passage fut supprimé car jugé trop long et trop bavard. L'acteur Roger C. Carmel s'en dit déçu car c'était selon lui, le moment où le personnage révélait vraiment sa philosophie.

### Post-production
Alexander Courage composera à l'époque la musique pour le teaser de Ils étaient des millions et celle de cet épisode. Celle-ci plut par son aspect lascif et fut réutilisée pour les scènes où les trois femmes traversent les couloirs de l'entreprise. On doit le reste de la partition de l'épisode au compositeur Fred Steiner.

## Diffusions

### Diffusion aux États-Unis
L'épisode fut retransmis à la télévision pour la première fois le 13 octobre 1966 sur la chaîne américaine NBC en tant que sixième épisode de la première saison.

### Diffusion au Royaume Uni et au Québec
L'épisode fut diffusé au Royaume Uni le 9 août 1969 sur BBC One.
En version francophone, l'épisode fut diffusé au Québec en 1971. 

### Diffusion en France
En France, l'épisode est diffusé le 1er septembre 1986 lors de la rediffusion de l'intégrale de Star Trek sur La Cinq.

## Réception critique
À l'époque de sa diffusion, l'épisode fut particulièrement bien apprécié et permis le retour du personnage d'Harry Mudd. Toutefois, Jerry Stanley de la NBC était assez gêné par ce qu'il estimait être "les fantaisies sexuelles de Roddenberry" et selon William Shatner, le simple fait que l'on ai laissé faire un tel épisode est un miracle. L'auteur Paula M. Block pointe que cet épisode est sans doute l'un des exemples les plus fragrant du sexisme de la série originelle, le personnage d'Eve ne se voyant un futur qu'a travers le fait d'être au service d'un homme.
Dans un classement pour le site Hollywood.com Christian Blauvelt place cet épisode à la 71e position sur les 79 épisodes de la série originelle et trouve que l'épisode ne peut fonctionner que dans les années 60 et estime que les mineurs devaient eux-aussi prendre des hallucinogènes pour trouver les femmes belles. Pour le siteThe A.V. Club Zack Handlen donne la note de A appréciant le personnage d'Harry Mudd : "un personnage grossier mais appréciable."

## Adaptation littéraire
L'épisode fut novélisé dans un roman portant le titre de Mudd's Angels par J. A. Lawrence sorti en 1978 aux éditions Bantham Books. Ce livre regroupe une adaptation de cet épisode avec celle de l'épisode Mudd.

## Éditions commerciales
Aux États-Unis, l'épisode est disponible sous différents formats. En 1985, l'épisode est sorti en VHS et Betamax. L'épisode sortit en version remastérisée sous format DVD en 1999 et 2004.
En France, l'épisode fut disponible avec l'édition VHS de l'intégrale de la saison 1, sortie le 13 janvier 2000. L'édition DVD est sortie le 30 août 2004 et l'édition Blu-ray le 29 avril 2009.